# 大川司信号場
大川司信号場（おかわじしんごうじょう）は、大分県杵築市山香町大字広瀬字大川司にかつて設置されていた日本国有鉄道（現九州旅客鉄道）日豊本線の信号場である。1961年（昭和36年）10月1日に開設され、1978年（昭和53年）9月23日に、複線化に伴い廃止された。

## 周辺
大川司は、八坂川の流れる谷底の集落で、大迫（おおさこ）や久保（くぼ）、龍門寺（りゅうもんじ）などの山腹の集落への登り口である。川の屈曲が著しく、平地が非常に少ない。川に沿って線路をつくることは難しかったので、掘割や鉄橋などを活用している。その結果、線路の高さが川沿いの国道10号よりも高く、信号場に近づくには急な階段を登る必要があった。

## 歴史
日豊本線開通の折、山香郷のうち線路の通ることになった速見郡立石町・中山香村・東山香村（現・杵築市）は、汽車が来るということで駅誘致に躍起となった。その結果、このうち立石町には立石駅が、中山香村には中山香駅が設置され、さらに立石町大字向野の住民は隣接する宇佐町（現・宇佐市）の西屋敷駅を利用することができたのに対して、東山香村には駅は設置されなかった。
当初は大川司信号場を駅に昇格させてほしいという要望もあった。これは東山香村の住民だけではなく、隣接する速見郡藤原村大字赤松（現速見郡日出町）の住民の強い要望でもあった。しかし道路との高低差などの物理的な問題があることや、時局の悪化に伴い費用捻出が困難であったこともあり実現しなかった。戦後になると、東山香村・中山香町（旧中山香村）・上村が合併して山香町という一つの自治体になったこともあり、要望は自然消滅していった。
1977年（昭和52年）10月19日に中山香駅 - 大川司信号場間が、また、1978年（昭和53年）9月21日に大川司信号場 - 杵築駅間が複線化されたため、大川司信号場はその役目を終え、同年9月23日に廃止された。

## 隣の施設
九州旅客鉄道
日豊本線
中山香駅 - （大川司信号場） - 杵築駅